# Chomberg

Wildes Stiefmütterchen beim Sandloch

Der Chomberg ist ein Hügel auf dem Gebiet der Gemeinden Brütten und Winterthur im Schweizer Kanton Zürich.
Der Gipfel liegt nördlich von Brütten auf einer Höhe von 644 m ü. M. Der östliche Hang Richtung Dättnau wird Dättnauerberg genannt. Die Sandlochgrube Chomberg ist ein Naturschutzgebiet und ist im Bundesinventar der Amphibienlaichgebiete von nationaler Bedeutung aufgeführt.

## Etymologie
In der Offnung von Töss von 1536 hiess der Berg noch Kornberg, der Name dürfte hierbei einen Hinweis auf die Bepflanzung des flachen Abhangs in Richtung Neuburg liefern. Im Laufe der Zeit ging dann das «r» im Namen verloren, sodass der Berg 1723 nur noch Konberg hiess. Daraus wurde dann das von Emil Stauber zu Beginn des 20. Jahrhunderts dokumentierte Komberg. Heute hat der Hügel den Namen Chomberg.